# Orthostigma
Orthostigma is een geslacht van insecten uit de orde vliesvleugeligen (Hymenoptera) en de familie schildwespen (Braconidae).

## Soorten
Deze lijst van 63 stuks is mogelijk niet compleet.
- O. anatolii Belokobylskij, 1998
- O. astigma (Provancher, 1883)
- O. beyarslani Fischer, 1995
- O. bicolor Belokobylskij, 1998
- O. breviradiale Konigsmann, 1969
- O. canariense Fischer, 1980
- O. crassinerve (Fischer, 1969)
- O. cratospilum (Thomson, 1895)
- O. curtiradiale Fischer, 1995
- O. dentatum Belokobylskij, 1998
- O. dyari Fischer, 1969
- O. eoum (Belokobylskij, 1998)
- O. falx Wharton, 2002
- O. funchalense Fischer, 1995
- O. gallowayi Wharton, 2002
- O. glabrifaciale (Fischer, 2010)
- O. impeforme Fischer, 1995
- O. imperator van Achterberg & Ortega, 1983
- O. impunctatum Fischer, 1995
- O. karkloofense Fischer, 1995
- O. katharinae Fischer, 1995
- O. kathmanduense Fischer, 1995
- O. ketambeense (Fischer, 2004)
- O. konergeri Fischer, 1995
- O. laticeps (Thomson, 1895)
- O. latinerve (Petersen, 1956)
- O. lokei Hedqvist, 1973
- O. longicorne Konigsmann, 1969
- O. longicubitale Konigsmann, 1969
- O. lucidum Konigsmann, 1969
- O. maculipes (Haliday, 1838)
- O. madeirense Fischer, 1995
- O. mandibulare (Tobias, 1962)
- O. maska Belokobylskij, 1998

- O. memorandum (Fischer, 1995)
- O. minusculum van Achterberg & Aguiar, 2009
- O. monotonum Fischer, 1969
- O. multicarinatum Tobias, 1990
- O. multicrenis Fischer, 1995
- O. nepalense Fischer, 1995
- O. orthostigmoides (Fischer, 1976)
- O. ovale (Provancher, 1886)
- O. praedo (Forster, 1862)
- O. praescutellatum Fischer, 1995
- O. prebblei Fischer, 1969
- O. pseudolaticeps Konigsmann, 1969
- O. pumilum (Nees, 1834)
- O. pusillum (Zetterstedt, 1838)
- O. robusticeps Fischer, 1995
- O. samosense Fischer, 1995
- O. sculpturatum Tobias, 1962
- O. sculleni Fischer, 1969
- O. seychellense Fischer, 2004
- O. sheldoni (Fischer, 1969)
- O. sibiricum (Telenga, 1933)
- O. sinedone Fischer, 1995
- O. sordipes (Thomson, 1895)
- O. speratum Fischer, 1978
- O. sumatranum Fischer, 1998
- O. terryvillense (Fischer, 1969)
- O. thornveldense Fischer, 1995
- O. tropicale Wharton, 2002
- O. tumidum Tobias, 1990